# 増山正寧
増山 正寧（ましやま まさやす）は、江戸時代後期の大名。伊勢長島藩の第6代藩主。長島藩増山家7代。

## 生涯

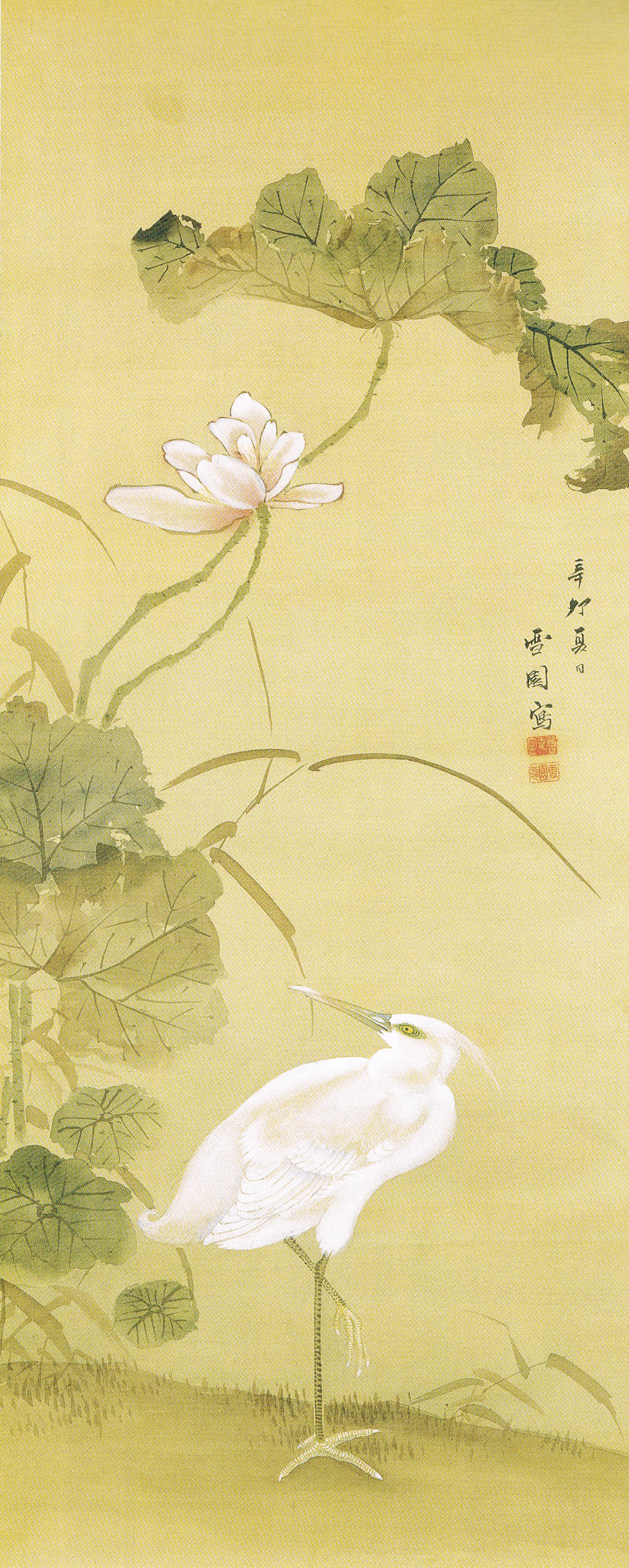
雪園筆　蓮華鷺図（天保2年、47歳の作）

天明5年（1785年）10月1日、第5代藩主・増山正賢の長男として江戸で生まれる。享和元年（1801年）7月5日、父の隠居で家督を継ぐ。幼少時から聡明で知られており、文政5年（1822年）9月3日には若年寄に任じられた。藩政においては儒学者・中島作十郎らを招聘して藩士子弟の教育化や文治の発展に尽力している。
父・正賢（雪斎）の影響を受け、雪園と号して画作をしている。作品数は少ないが、沈南蘋風の花鳥画を得意とした。また漢詩も嗜み、菊池五山の『五山堂詩話』にも作品が掲載されている。
しかし度重なる水害で大損害を蒙ったり、9人の息子全員に先立たれたりと、不幸も相次いだ。天保13年（1842年）3月22日に病気により若年寄を辞任し、同年11月26日に死去した。享年58。婿養子の正修が跡を継いだ。

## 系譜
父母
- 増山正賢（父）
- 道姫、法園院（母） - 稲垣定計の娘

正室、継室
- 安部信亨の娘（正室）
- 梅姫、法真院（継室） - 牧野宣成の娘

側室
- 芳蓮院（斎藤氏）

子女
- 増山正照
- 増山正直
- 増山正知
- 増山正春
- 増山源三郎
- 増山振之助
- 増山正会
- 増山銑之助
- 六郷政恒正室
- 増山勝子 - 増山正修正室

養子
- 増山正修 - 酒井忠器の次男